# 国鉄タキ6400形貨車
国鉄タキ6400形貨車（こくてつタキ6400がたかしゃ）は、1957年（昭和32年）から製作された、アルミナ専用の 35 t 積 貨車（タンク車）である。
私有貨車として製作され、日本国有鉄道（国鉄）に車籍編入された。1987年（昭和62年）4月の国鉄分割民営化後は日本貨物鉄道（JR貨物）に車籍を承継された。
本形式と同一の専用種別であるタキ7400形、タキ10500形についても本項目で解説する。

## タキ6400形
タキ6400形は1959年（昭和32年）9月5日から1969年（昭和44年）8月30日にかけて58両（タキ6400 - タキ6418、タキ6436 - タキ6449、タキ16400 - タキ16424）が日立製作所、東洋工機、東急車輛にて製作された。また、1960年（昭和35年）6月27日にタキ7400形より17両（タキ7408 - タキ7424）が本形式（タキ6419 - タキ6435）に編入された。これはタキ7400形として落成後の5ヶ月後に附番の誤りが発覚したため改めて本形式に編入されたものである。
本形式の他にアルミナを専用種別とする形式は、タキ2000形（44両）、タキ7400形（29両、後述）、タキ8400形（15両）、タキ8450形（7両）、タキ10500形（1両、後述）、タキ17900形（13両）、ホキ3000形（8両）、ホキ4050形（5両、その後ホキ3000形へ改番）の8形式がある。
所有者は、昭和電工の1社のみであり常備駅は、東海道本線貨物支線（通称、高島線）の新興駅であった。
多ロットによる製造のため普通鋼（一般構造用圧延鋼材）製のタンク体はロットにより様々な外観をしている。荷役方式は長円形の超大型の取卸口２個の下に格納されている積込口と取卸口により行われた。荷降ろしの際には取卸口からの真空吸引による方式であった。
塗色は、黒であり、全長は12,200mm、全幅は2,686mm、全高は3,478mm、台車中心間距離は8,100mm、実容積は50.0m3、自重は17.0t、換算両数は積車5.0、空車1.8、最高運転速度は75km/h、台車は12t車軸を使用したTR41Cである。
1987年（昭和62年）4月の国鉄分割民営化時には4両（タキ6447 - タキ6449、タキ16403）の車籍がJR貨物に継承されたが、1995年（平成7年）10月同時に廃車となり同時に形式消滅となった。

### 年度別製造数
各年度による製造会社と両数、所有者は次のとおりである。
- 昭和32年度 - 10両
  - 日立製作所 10両 昭和電工（タキ6400 - タキ6409）
- 昭和33年度 - 4両
  - 日立製作所 4両 昭和電工（タキ6410 - タキ6413）
- 昭和35年度 - 22両
  - 日立製作所 5両 昭和電工（タキ6414 - タキ6418）
  - 日立製作所 17両 昭和電工（タキ6419 - タキ6435、タキ7408 - タキ7424からの編入車）
- 昭和42年度 - 11両
  - 日立製作所 5両 昭和電工（タキ6436 - タキ6440）
  - 東洋工機 2両 昭和電工（タキ6441 - タキ6442）
  - 東洋工機 2両 昭和電工（タキ6443 - タキ6444）
  - 日立製作所 2両 昭和電工（タキ6445 - タキ6446）
- 昭和44年度 - 28両
  - 日立製作所 3両 昭和電工（タキ6447 - タキ6449）
  - 日立製作所 5両 昭和電工（タキ16400 - タキ16404）
  - 東急車輛 4両 昭和電工（タキ16405 - タキ16408）
  - 東急車輛 3両 昭和電工（タキ16409 - タキ16411）
  - 東急車輛 3両 昭和電工（タキ16412 - タキ16414）
  - 東急車輛 5両 昭和電工（タキ16415 - タキ16419）
  - 東急車輛 5両 昭和電工（タキ16420 - タキ16424）

## タキ7400形
タキ7400形は1959年（昭和34年）6月5日から1960年（昭和35年）6月13日にかけて12両（タキ7400 - タキ7407、タキ7425 - タキ7428）が川崎車輛1社にて製作された。又前述のとおり一時期誤附番によるタキ7408 - タキ7424が存在した。
タキ6400形、タキ7400形両車共に35t 積みアルミナ専用車であるがタンク材質が異なっていた。タキ6400形が鋼製であるのに対して、タキ7400形はアルミニウム合金（A2P1、現在のA5052相当）であったが自重はタキ7400形の方が僅かに大きい。
本形式の製作期間は1年であったが、1960年（昭和35年）11月4日に早くも次級であるタキ8400形が落成した。タキ8400形は40t 積みアルミナ専用車であるがその自重は本形式より大きく下回っており、本形式はタキ8400形製作の上で試作的要素が含まれていた。
所有者は、日本軽金属の1社のみであり常備駅は、清水港線の三保駅（現在は路線、駅共に廃止）であった。
塗色は、アルミニウム合金地色（銀色）であり、全長は14,700mm、全幅は2,680mm、全高は3,881mm、台車中心間距離は10,600mm、実容積は50.0m3、自重は17.3 - 17.5t、換算両数は積車5.5、空車1.8、最高運転速度は75km/h、台車は12t車軸を使用したTR41Cである。
清水港線が1984年（昭和59年）4月1日に廃線となったため、本形式の存在意義を喪失し同年4月27日に全車一斉に廃車となり同時に形式消滅となった。

## タキ10500形
タキ10500形は、アルミナ専用の40t 積タンク車として1968年（昭和43年）1月29日に日立製作所にて1両（タキ10500）のみが製作された。
本形式は、タキ6400形の増備が行われている中で製造された。タキ6400形が普通鋼（鉄）製のタンク体であったのに対して本形式は、耐蝕アルミニウム合金製のため自重の軽量化に寄与した。このためタキ6400形とほぼ同じ大きさであるにも関わらず40t 積を可能とした。しかし製作費が高価であったため、本車以降の製造は再びタキ6400形となった。アルミナを専用種別とする形式は、9形式あったがアルミニウム製の形式は本形式とタキ8400形、タキ8450形の3形式であった。
所有者は昭和電工、常備駅は東海道本線貨物支線（通称、高島線）の新興駅でありタキ6400形と共通運用された。
塗色は、アルミニウム合金地色（銀色）であり、全長は13,380mm、全幅は2,725mm、全高は3,550mm、台車中心間距離は9,500mm、実容積は57.1m3、自重は12.0t、換算両数は積車5.0、空車1.2、台車は14t車軸を使用したTR210Aである。TR210A台車は、本車が唯一の採用例であった。
1987年（昭和62年）4月の国鉄分割民営化時には車籍がJR貨物に継承されたが、1995年（平成7年）10月に廃車となり同時に形式消滅となった。